# Mookgophong (gmina)
Mookgophong – gmina w Republice Południowej Afryki, w prowincji Limpopo, w dystrykcie Waterberg. Siedzibą administracyjną gminy jest Mookgophong.